# América celebra a Chespirito
América celebra a Chespirito foi uma homenagem internacional organizada pela emissora mexicana Televisa à Roberto Gómez Bolaños, conhecido como Chespirito e criador de El Chavo del Ocho e El Chapulín Colorado. Um especial foi realizado em 17 países e efetuado de 1 à 11 de março de 2012. A homenagem contou com a participação dos amigos: Édgar Vivar (Seu Barriga e Nhonho), Rubén Aguirre (Professor Girafales), além claro de sua esposa Florinda Meza (Dona Florinda e Pópis). A cantora Thalía, prestou sua homenagem na celebração a Roberto Gómez Bolaños.

## Países participantes
| País           | Canal                           | Página Web |
| -------------- | ------------------------------- | ---------- |
| Argentina      | Canal 9                         |            |
| Bolívia        | Bolivisión                      |            |
| Brasil         | SBT                             |            |
| Chile          | Mega                            |            |
| Colômbia       | RCN Televisión                  |            |
| Costa Rica     | Repretel                        |            |
| Equador        | Gama TV                         |            |
| El Salvador    | Telecorporacion salvadoreña     |            |
| Estados Unidos | Univision                       |            |
| Guatemala      | Trecevision                     |            |
| Honduras       | Telecadena 7 y 4                |            |
| México         | Televisa/Canal de las Estrellas |            |
| Nicarágua      | Canal 10                        |            |
| Panamá         | Telemetro                       |            |
| Paraguai       | Telefuturo                      |            |
| Peru           | América Televisión              |            |
| Uruguai        | Teledoce                        |            |

## Preparativos para a homenagem
Em julho de 2011, Roberto Gómez Fernández mencionou, pela primeira vez, para alguns veículos de comunicação que a Televisa estava preparando uma grande homenagem ao seu pai, Roberto Gómez Bolaños; e que mais detalhes seriam dados em breve. Meses depois, em  novembro de 2011, a Televisa anuncio que Roberto Gómez Bolaños iria ganhar uma homenagem pelos seus 40 anos de carreira, em 2012. O responsável pelo projeto foi o produtor Rubén Galindo, que disse: "É a mais bonita homenagem que jamais foi dada a um personagem de entretenimento".
No dia 23 de novembro de 2011, a Televisa realizou uma coletiva de imprensa, com a presença do filho de Bolaños, Roberto Gómez Fernández, que também iria participar da produção da homenagem. Na coletiva, foram dados detalhes de como a homenagem iria acontecer:
- Vários países da América Latina iriam participar da homenagem, assim como os Estados Unidos. A ideia era de que todo o continente americano homenageasse Chespirito.
- A Televisa iria buscar as histórias mais comoventes de fãs que tiveram a vida influenciada por Chespirito. Tudo seria reunido em vídeos, que seriam exibidos no dia da homenagem. Também seria feito um concurso para escolher o melhor vídeo gravado pelos fãs.
- Nos países que participariam da homenagem, seria feita em cada um uma megacoreografia de fãs dançando as músicas de Chespirito, cada uma em seu ritmo local. Haveria um concurso para escolher a melhor megacoreografia.
- Também haveria uma competição entre fãs, para ver quem sabe mais sobre Chespirito e suas criações. Cada país deveria indicar um representante. O vencedor ganharia um prêmio de 50 milhões de dólares.
- Cada país deveria indicar um imitador dos personagens de Chaves. Juntos, os imitadores de cada país participariam no México de um sketch multinacional. Quem fosse escolhido como o melhor imitador durante o sketch ganharia um prêmio de 10 milhões de dólares.
- A grande homenagem seria realizada no Auditório Nacional do México, na capital do país, a Cidade do México, no dia 29 de fevereiro de 2012. Roberto Gómez Bolaños estaria presente.
- Por fim, haveria um grande desfile nas ruas da Cidade do México em homenagem à Chespirito.  As homenagens iriam durar até o dia 11 de março de 2012, quando a gravação da homenagem no Auditório Nacional seria levada ao ar pela Televisa.

Em dezembro de 2011, a Colômbia começou a selecionar seus representantes para participar da homenagem. Os demais países fizeram suas seleções nos meses de janeiro e fevereiro de 2012. 
No dia 28 de janeiro de 2012, a Bolívia realizou a primeira coreografia para o evento, que reuniu dois mil bolivianos na praça San Francisco, em La Paz.
No dia 19 de fevereiro de 2012, o México, país-sede da homenagem, realizou a sua coreografia, que reuniu milhares de pessoas na Cidade do México e que fechou algumas ruas da capital mexicana.
No Brasil, o Programa do Ratinho, do SBT, foi o responsável por escolher os representantes brasileiros para a homenagem. No dia [8 de fevereiro de 2012, o programa escolheu o fã brasileiro que mais sabe sobre Chespirito e, no dia seguinte, foi feita a seleção de imitadores. O fã Cássio Dandoro Ferreira, de Curitiba, foi o selecionado na categoria de maior conhecedor das séries; e o ator Bruno Braga, de Fortaleza, foi o escolhido como o melhor imitador de um personagem da série por imitar o Quico. No dia 15 de fevereiro de 2012, o SBT realizou a coreografia brasileira para o evento. A coreografia foi realizada no Parque Ibirapuera, em São Paulo; e também teve cenas gravadas na Avenida Paulista e no centro de São Paulo. A coreografia reuniu 500 fãs do seriado, que dançaram a música "Que Bonita a Sua Roupa", da série, de maneira adaptada para o samba.

## Atrações canceladas
Era esperado que alguns artistas mexicanos gravassem esquetes com os personagens de Bolaños para a homenagem; e as atrizes Carmen Salinas e Adriana Barraza foram cotadas para interpretar a Dona Clotilde nessas esquetes. Mas o projeto acabou sendo cancelado. Roberto Gómez Fernández explicou que as esquetes poderiam ser deixadas para outro momento, em vez de serem parte da homenagem.
Houve rumores de que Edgar Vivar poderia interpretar novamente o Senhor Barriga ou o Botijão durante o evento. Isso não aconteceu. 

## Viagens para o evento
A Televisa realizou concursos onde fãs de toda a América poderiam concorrer para ganhar uma viagem ao México para assistir a homenagem ao vivo. Foram realizados quatro concursos: 
- Chespirimania: Os fãs deveriam tirar uma foto com toda a sua coleção das séries de Chespirito, mostrando o quanto gostam delas. O autor da melhor foto ganharia a viagem e a entrada no evento.
- La Mascota Chespirifashion: Os fãs deveriam fantasiar uma mascote com as roupas dos personagens de Chespirito. O dono da mascote com a melhor fantasia seria o vencedor.
- Que Hay Adrento de Barril?: Concurso onde as pessoas teriam que ter uma ideia criativa sobre o que há dentro do barril do Chaves. Quem tivesse a ideia mais criativa seria o vencedor.
- La Chespirilola: Os fãs deveriam criar uma música original em homenagem à Chespirito. O autor da melhor música ganharia a viagem e a entrada no evento.

## A Homenagem
A grande homenagem à Roberto Gómez Bolaños foi realizada no Auditório Nacional do México, no dia 29 de fevereiro de 2012. Com a saúde debilitada, Bolaños apareceu uma hora depois do horário previsto, sentado em uma cadeira de rodas e usando um respirador.  
Primeiramente, foi exibido um vídeo onde os principais personagens de Bolaños (Chaves, Chapolin, Doutor Chapatín, Chómpiras e Chaparrón Bonaparte) apareciam juntos em desenho animado e o homenageavam. 
Os vídeos com depoimentos de fãs sobre a influência de Chespirito em suas vidas foram exibidos, assim como as coreografias de cada país. Foram também realizados os concursos de experts e o de imitadores dos personagens. 
A homenagem contou com vários números musicais. A cantora Thalía, vestida de menino pobre em alusão ao personagem Chaves, homenageou Bolanõs com a música "Gracias, Chespirito". O cantor Juan Gabriel também homenageou Bolaños, cantando uma música chamada "Señor Corazón" e vestido de vermelho e amarelo, em alusão ao Chapolin. Várias artistas da Televisa também homenagearam Chespirito com a música "Nunca vamos Olvidarte". Entre os artistas que cantaram a música, estiveram a dupla Ha*Ash, a banda Reik, entre outros. O músico Armando Manzanero ainda homenageou Bolaños e sua esposa, a atriz Florinda Meza, cantando a música "Somos Novios".
Bolaños também recebeu homenagens dos jogadores do clube América do México, do apresentador Jacobo Zabludovsky e do artista infantil Chabelo. Além disso, a rua onde Bolaños brincava quando criança ganhou o seu nome e a Sociedade Geral de Escritores do México anunciou que Chespirito iria ganhar uma medalha por seu trabalho como escritor. A homenagem se encerrou com vários artistas cantando juntos a música "Viva el Amor". Cantaram juntos as duplas Ha*Ash e Jesse & Joy, a banda Sandoval, o grupo Playa Limbo, o cantor Mane de la Parra, entre outros. 
Roberto Gómez Bolaños se emocionou muito durante a homenagem, assim como os atores Edgar Vivar, Florinda Meza e Rubén Aguirre, que também estiveram presentes.
Por cuidados médicos, Chespirito teve que deixar o Auditório antes do final da homenagem. O evento teve três horas de duração, mas apenas as duas horas em que Roberto Gómez Bolaños esteve presente foram filmadas pela Televisa. 

## Ganhadores dos concursos
Guatemala "Concurso de Imitadores"
 Argentina "Concurso de Expertos"
 Brasil "La Megacoreografia"
 México "Cuentame tu historia"
Paulina Azucena Gallo, representante da Argentina, foi a vencedora do concurso de quem sabe mais sobre Chespirito. No concurso de imitadores, a vencedora foi Dina Carlota Carrera Noriega, imitadora da Dona Clotilde e que veio da Guatemala. No concurso de vídeos sobre a influência de Chespirito, o vencedor foi o México, que venceu com o vídeo do fã mexicano José Miguel Orozco. Por fim, o Brasil ganhou o prêmio de melhor Megacoreografia. Os concursos de imitadores, vídeos dos fãs e Megacoreografias tiveram como jurados Florinda Meza, Edgar Vivar e Rubén Aguirre.

## Ausências
Carlos Villagrán e Maria Antonieta de las Nieves, respectivamente os intérpretes do Quico e da Chiquinha no seriado Chaves, não compareceram à homenagem. Os dois não foram convidados, devido às brigas que tiveram com Chespirito pelos direitos dos personagens. Ambos, porém, lamentaram não estar presentes no evento. Maria disse que gostaria de ter estado presente por também ter feito parte do seriado. Villagrán, por sua vez, criticou a homenagem e disse que ela não deveria ser só para Bolaños, mas sim para todos que participaram do programa.

## Saúde de Bolaños
Ao chegar na Cidade do México para a homenagem, Roberto Gómez Bolaños se sentiu mal por causa da altitude da cidade (2.235 metros) e foi internado em um hospital. Com isso, sua presença na homenagem não foi confirmada. A Televisa chegou à enviar uma televisão ao hospital para que, caso Bolaños não pudesse comparecer, assistisse a homenagem e as pessoas poderiam ver como seria a reação dele. Mas Bolaños foi ao evento. O ator chegou uma hora depois do horário previsto, de cadeiras de rodas e usando um respirador, demonstrando estar com a saúde debilitada.
Após quase duas horas de homenagem, Bolaños deixou o Auditório de ambulância direto para o hospital. Isso causou muita preocupação entre os fãs, mas o ator usou o seu twitter para tranquilizar à todos, dizendo que estava bem. “Obrigado a todos os que estão perguntando pela minha saúde, me encontro cansado, mas muito bem, emocionado, contente e com muitos cuidados”, disse Bolaños em sua rede social. Após ter passado cinco dias internado, Bolaños se recuperou e voltou para a sua casa, em Cancún.
Inicialmente, foi divulgado na imprensa que Chespirito teria passado mal no final da homenagem e por isso foi embora de ambulância, mas fontes ligadas à Televisa disseram que isso não aconteceu e que a saída do ator na ambulância já estava programada.
Em 2016, na entrevista que deu ao apresentador Gugu na Record, Florinda Meza revelou que quando ela e Bolaños viajaram para a Cidade do México para a homenagem, o médico que atendeu Chespirito no hospital disse que ele estava prestes a sofrer um infarto pulmonar e por isso ele foi imediatamente levado para a UTI. Além disso, na ambulância saindo do evento, o cardiologista de Bolaños disse que ele não tinha condições de continuar na homenagem, pois sua vida estava correndo perigo e ele voltou para a UTI. Florinda também contou que Bolaños tinha consciência de que ir à homenagem era perigoso para a saúde dele, mas ele não queria decepcionar todas as pessoas da América Latina, que haviam gastado dinheiro e viajado para estar no Auditório.

## Audiência
No dia 11 de março de 2012, a Televisa transmitiu no México a gravação do evento e também realizou uma programação especial em homenagem à Chespirito, com episódios da série Chaves, o filme El Chanfle, entre outras atrações. Toda a programação do dia teve bons índices de audiência, mas a exibição do América celebra a Chespirito bateu recorde. A grande homenagem registrou média de 27 pontos de audiência e 53,6 de share - porcentagem de televisores ligados. Além disso, teve pico de 32,2 pontos de audiência e 59 de share.
No Brasil, o Programa do Ratinho exibiu, no dia 14 de março de 2012, uma reportagem sobre a homenagem, que também obteve bons índices de audiência. A reportagem marcou 7 pontos e picos de 10, sendo a maior audiência do SBT no dia.

## Cobertura do evento no Brasil
No Brasil, houve rumores de que o SBT iria transmitir a homenagem ao vivo, o que não aconteceu. Mas a equipe do Programa do Ratinho foi ao México para cobrir o evento. A repórter Magdalena Bonfiglioli fez uma reportagem sobre a homenagem, que foi exibida no Programa do Ratinho no dia 14 de março de 2012. A mesma reportagem também foi exibida no Domingo Legal, apresentado por Celso Portiolli, no dia 18 de março de 2012. 
Murilo Bordoni, produtor do Programa do Ratinho, foi quem recebeu no evento o prêmio de Melhor Megacoreografia, vencido pelo Brasil. 

## Livro
Após o evento a Televisa, ainda como parte da homenagem, lançou o livro Chespirito – Vida y magía del comediante más popular de América. O livro é uma biografia de Roberto Gómez Bolaños, trazendo fotos raras do ator e uma entrevista com o próprio. No Brasil, o livro foi lançado no dia 13 de agosto de 2012, pela editora Universo dos Livros e com o título Chaves - A História Oficial Ilustrada. O lançamento do livro aconteceu durante a Bienal em São Paulo e contou com a participação de Edgar Vivar, o intérprete do Senhor Barriga.

## Sem mais Homenagens
No dia 12 de agosto de 2012, Roberto Gómez Fernández declarou que seu pai, Chespirito, não queria receber mais homenagens porque ele é tímido e não gosta de ser o foco da atenção.